# Port Heiden
Port Heiden és una població dels Estats Units a l'estat d'Alaska. Segons el cens del 2007 tenia 99 habitants.

## Demografia
Segons el cens del 2000, Port Heiden tenia 119 habitants, 41 habitatges, i 23 famílies La densitat de població era de 0,9 habitants/km².
Dels 41 habitatges en un 39% hi vivien nens de menys de 18 anys, en un 46,3% hi vivien parelles casades, en un 2,4% dones solteres, i en un 41,5% no eren unitats familiars. En el 39% dels habitatges hi vivien persones soles el 7,3% de les quals corresponia a persones de 65 anys o més que vivien soles. El nombre mitjà de persones vivint en cada habitatge era de 2,9 i el nombre mitjà de persones que vivien en cada família era de 3,79.
Per edats la població es repartia de la següent manera: un 39,5% tenia menys de 18 anys, un 5% entre 18 i 24, un 26,9% entre 25 i 44, un 22,7% de 45 a 60 i un 5,9% 65 anys o més.
L'edat mediana era de 33 anys. Per cada 100 dones de 18 o més anys hi havia 125 homes.
La renda mediana per habitatge era de 31.875 $ i la renda mediana per família de 70.000 $. Els homes tenien una renda mediana de 53.750 $ mentre que les dones 21.667 $. La renda per capita de la població era de 20.532 $. Cap de les famílies i el 5,6% de la població estaven per davall del llindar de pobresa.

## Poblacions més properes
El següent diagrama mostra les poblacions més properes.